# Ruisseau des guides
Le ruisseau des Guides est une rivière française. Elle se jette dans la Flamenne à Douzies.